# Industriegeschichte
Die Industriegeschichte ist ein Teilgebiet der Wirtschaftsgeschichte und befasst sich mit historischer Untersuchung, Vergleich und Darstellung der industriellen Entwicklungen und ihrer beeinflussenden Faktoren von der Industrialisierung bis hin zum Strukturwandel. Sie ist daher eng verbunden mit weiteren Brückendisziplinen wie Technikgeschichte, Verkehrsgeschichte, Unternehmensgeschichte, Sozialgeschichte und Kulturgeschichte und Architekturgeschichte und Kunstgeschichte. Eine praktische, meist regionalgeschichtliche Darstellung anhand von Industriedenkmälern erfährt sie mit Hilfe der Industriekultur.

## Darstellung der industriellen Entwicklung
Am 14. April 1365 belehnte Kaiser Karl IV. Graf Ulrich von Helfenstein mit dem Recht, in der Herrschaft Heidenheim an der Brenz nach Erz zu graben sowie Schmelzöfen und Hammerwerke zu errichten. Das Datum gilt als die Geburtsstunde der ersten industriell ausgerichteten Fabrik in Europa, die sich Schwäbische Hüttenwerke nannte.
Die Industriegeschichte unterscheidet die Phasen der vorindustriellen Epoche (vor 1770), der ersten modernen Industrie (1770–1820), Frühindustrialisierung (1820–1860), Spätindustrialisierung (1860–1890) und Hochindustrialisierung (seit 1890). Die Jahresangaben gelten nicht als feststehende Zeitabschnitte. Seit 1969 gibt es den Zeitabschnitt der digitalen Revolution. Als Hauptursachen der Industrialisierung gelten wichtige technische Erfindungen und eine Rationalisierung der Arbeitsorganisation.

### Vorindustrielle Epoche
Erste industrielle Ansätze zeigten sich bereits im 16. Jahrhundert im Verlagssystem, das sich durch dezentrale Produktion von Textilien auszeichnete, die von den so genannten Verlegten in Heimarbeit hergestellt und vom Verleger zentral vermarktet wurden. Als Verleger fungierten Kaufleute, die die Produktion koordinierten, das Kapital „vorlegten“ (Vorfinanzierung) und deshalb zunächst „Vorleger“, dann „Verleger“ hießen. Sie trugen das Marktrisiko. Als nächste Betriebsform entstand die Manufaktur (lateinisch manu facere, „mit der Hand machen“) mit in Werkstätten zentralisierten Lohnarbeitern bei überwiegender Handarbeit. Sie stellten meist Luxusgüter wie Seide, Porzellan, Tapisserien, Lederwaren oder Uhren her. Die ersten Manufakturen entstanden wohl in Frankreich, nachdem König Heinrich IV. 1602 jede Gemeinde anwies, eine Maulbeerbaumplantage sowie eine Seidenraupenzucht einzurichten.

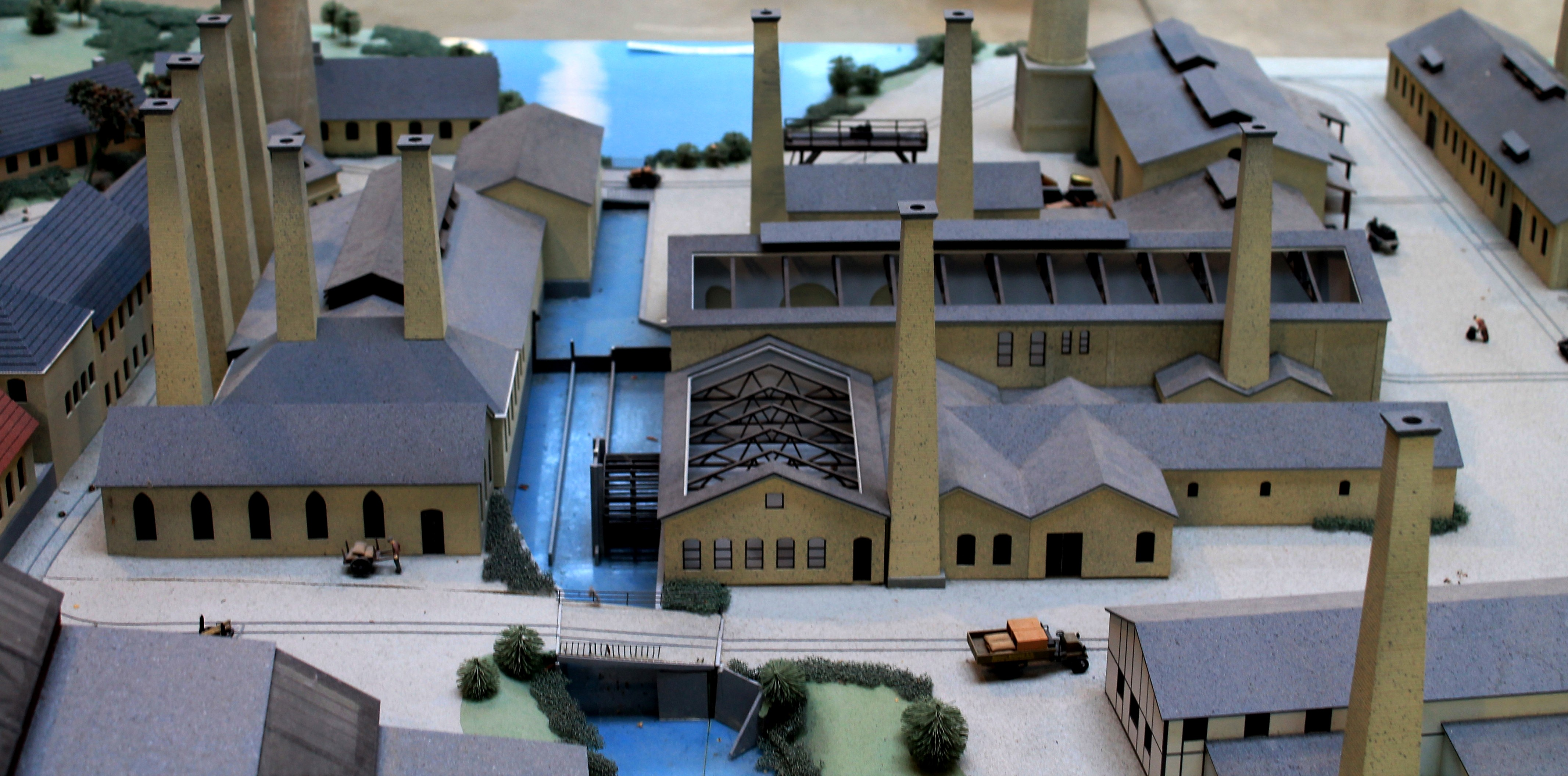
Industriemuseum Kupfermühle, Blick auf das Wasserrad und Halle mit dem Hammerwerk

Um 1600 ließ der dänische König und Herzog von Schleswig Christian 4. dicht bei Flensburg an der Krusau ein Hammerwerk zur Metallverarbeitung errichten. Die seinerzeit wichtigsten Grundvoraussetzungen, zollfreie Verkehrswege, Energie und Rohstoffzufuhr waren gegeben. Flensburg war der zweitwichtigste Hafen des großen Königreiches Dänemark, und über Trondheim wurde Rohkupfer und Metallerze zollfrei aus Roros (Norwegen) mit dem auch heute noch effektivsten Verkehrsmittel – Schiff – angeliefert. Bis 1800 hat sich das Kupfer- und Messingwerk in die größte Industrieanlage des Herzogtums Schleswig entwickelt und galt als eine der größten im Dänischen Königreich. Die Region geht 1864 an Preußen und 1871 werden in der Crusauer Kupfer- und Messingfabrik neben der Wasserkraft eine Anlage zur Nutzung der Dampfkraft errichtet.
Mit der Erfindung des Verkokungsprozesses in England durch Abraham Darby II im Jahre 1735 konnte die Holzkohle in der bisherigen Roheisenherstellung ersetzt und der Bergbau und die Hüttenindustrie intensiviert werden. Benjamin Huntsman entwickelte 1740 ein Verfahren, den damaligen Zementstahl in einem Tiegelofen umzuschmelzen (Tiegel-Gussstahl) und ihn so von seinen Schlackeresten zu befreien. Beide Verfahren trugen erheblich zur industriellen Entwicklung zunächst in England bei. Schließlich kam nach 1769 die Fabrik (lateinisch fabrica, „Werkstätte“) auf, bei der die Arbeiter vorwiegend maschinelle Arbeitsmittel einsetzten. Das traf vor allem auf die erste Spinnmaschine Waterframe zu, die im Jahre 1771 zur Gründung der ersten industriellen Baumwollspinnerei der Welt durch ihren Erfinder Richard Arkwright in Cromford führte. England galt als führendes Land der industriellen Entwicklung, das ab 1775 neben Frankreich, Belgien und Holland zu den wohlhabendsten Nationen Europas gehörte.
Im Rheinland entstand 1783 bei Ratingen die erste mechanische Spinnerei, es folgte 1799 Chemnitz. Die von Johann Gottfried Brügelmann bei Ratingen gegründete mechanische Baumwollspinnerei benannte er nach seinem Vorbild „Cromford Mill“ Textilfabrik Cromford. Sie erwarb sich den Ruf, die erste moderne Fabrik auf dem europäischen Festland zu sein. Der mechanische Webstuhl von Edmond Cartwright erreichte nach 1785 die 20-fache Produktivität eines manuellen Webstuhls.

### Erste moderne Industrie
Eine weitere Erfindung löste die Entstehung der ersten modernen Industrie aus. James Watt erhielt für seine Erfindung der Dampfmaschine im Januar 1769 ein Patent, das zunächst die Textilindustrie zum Antrieb von Textilmaschinen nutzte. Ihre vielseitige Verwendbarkeit sorgte im Juni 1783 für den Einsatz in Dampfschiffen (Claude François Jouffroy d’Abbans), im Bergbau erstmals im August 1785 in Hettstedt (Carl Friedrich Bückling) und im Februar 1804 in schienengebundenen Dampflokomotiven (Richard Trevithick). Hierdurch industrialisierten sich der Schiffbau, Eisenbahnbau, die Montanindustrie und die Stahlindustrie. Diese Entwicklung gilt als der Beginn des Zeitalters der ersten industriellen Revolution, die durch eine zunehmende Industrialisierung einige Agrarstaaten in Industriestaaten verwandelte.
Um 1800 galt Deutschland noch als Agrarstaat, weil etwa 62 % der Beschäftigten in der Landwirtschaft tätig waren, nur 21 % arbeiteten im Gewerbe. Hier dominierte das Handwerk (50 %), gefolgt vom Verlagssystem (45 %) und Manufakturen (5 %).

### Frühindustrialisierung
Der maschinelle Spinnprozess erreichte um 1820 die 200-fache Produktivität des manuellen Spinnrads. In England gab es im Jahre 1821 bereits 1500 Dampfmaschinen für die industrielle Fertigung, wodurch England seinen Status als erster Industriestaat Europas festigte.
Nach dem Ende des Wiener Kongresses im Juni 1815 setzte in Deutschland der Prozess der Frühindustrialisierung ein. Hauptursachen waren unter anderem die Gründung der „Preußisch-Rheinischen Dampfschifffahrtsgesellschaft“ (Vorläuferin der Köln-Düsseldorfer Deutsche Rheinschiffahrt) im Oktober 1825, im Juni 1837 folgte die Rheinische Eisenbahn-Gesellschaft, im Oktober 1843 die Köln-Mindener Eisenbahn-Gesellschaft. Hiervon profitierten der Schiff- und Eisenbahnbau. An der Spitze des Eisenbahnbaus stand unbestritten die Firma Borsig, die 1841 ihre erste und 1858 bereits die tausendste Lokomotive herstellte und mit 1100 Beschäftigten zur drittgrößten Lokomotivfabrik der Welt aufstieg.
Die Deutsche Revolution 1848/1849 markierte den Übergang von der Frühindustrialisierung zur zweiten industriellen Revolution. Johann von Zimmermann gründete im Jahr 1848 in Chemnitz die erste Werkzeugmaschinenfabrik Deutschlands. Wichtigster Industriezweig blieb jedoch 1850 in Deutschland mit 45,5 % der Beschäftigten immer noch die Textilindustrie, deren Anteil 1959 nur noch 15,2 % betrug. Demgegenüber wuchs die Metallindustrie von 10,8 % (1850) auf 33,4 % (1959). Einen zweiten Schub bekam die Textilindustrie ab etwa 1860 durch die Mechanisierung der Baumwollweberei.

### Spätindustrialisierung und Hochindustrialisierung (ab 1860)
In den USA setzte die industrielle Revolution vergleichsweise spät ein, seit 1850 zügig und nach dem Sezessionskrieg ab 1865 deutlich erkennbar. Als Schrittmacher erwiesen sich auch hier die Eisenbahn und auch die Grundstoffindustrie. Eisenbahnen sorgten für die industrielle Infrastruktur, Energie verschaffte der Industrie die Produktionsgrundlagen. Die 3069 Kilometer lange transkontinentale Eisenbahnverbindung zwischen New York City und San Francisco konnte am 10. Mai 1869 vollendet werden, seit 1887 brachten Tiefkühlwaggons das Frischfleisch aus Chicago nach New York. John D. Rockefeller gründete 1870 die Standard Oil Company, um den enormen Ölbedarf decken zu können. Die 1879 von Thomas Alva Edison erfundene Glühlampe ermöglichte auch die Beleuchtung von Fabrikhallen.
Werner von Siemens erfand inzwischen 1866 einen leistungsstarken Dynamo zur Stromerzeugung, 1862 erfand Nicolaus Otto den Verbrennungsmotor, 1876 standen Elektromotoren als Antriebsaggregate zur Verfügung. Allmählich konnte der Industriesektor in Deutschland eine Führungsrolle in der Wirtschaft übernehmen. Weitere technische Fortschritte sorgten für eine zunehmende Mechanisierung. Die ersten einsetzbaren Dampfturbinen entwickelten der Schwede Carl Gustav Patrik de Laval (1883; Aktionsprinzip) und der Engländer Charles Parsons (1884; Reaktionsprinzip). Oskar von Miller gelang 1891 durch die Fernübertragung von Drehstrom der Anschluss von Industriebetrieben an fernliegende Stromquellen, so dass die Wahl für Industriestandorte unabhängiger von vorhandenen Energiequellen erfolgen konnte.
Nachdem Carl Benz 1885 das Automobil erfand, verstärkte sich die Industrialisierung wesentlich durch die 1897 in den USA beginnende Automobilindustrie, die 1913 in Henry Fords Unternehmen das erste permanente Fließband (englisch moving assembly line) einsetzte. Dadurch steigerte Ford die Produktion auf das Achtfache, so dass er zugleich den Preis seines Modells Tin Lizzy enorm verringern und die Löhne erhöhen konnte. Bereits im Oktober 1912 ließ die Firma Friedrich Krupp AG ihren Mitarbeiter Benno Strauß als Erfinder des Edelstahls patentieren, auch wenn erst im August 1913 in Sheffield Harry Brearley als Erfinder des rostfreien Stahls gefeiert wurde.
Die Frage nach dem Anteil der Großindustrie am Aufstieg der NSDAP ist in der Geschichtswissenschaft ein zentraler Gegenstand in der politischen und wissenschaftlichen Auseinandersetzung mit dem Nationalsozialismus und der Endphase der Weimarer Republik. Umstritten ist dabei vor allem, ob und wie weit die Großindustrie die NSDAP die entscheidenden Jahre nach der Reichstagswahl von 1930 bis zum Beginn der nationalsozialistischen Herrschaft 1933 förderte.
Während des Zweiten Weltkriegs mussten viele Industrieunternehmen – soweit es technisch möglich war – ihre Kapazitäten als Rüstungsindustrie zur Verfügung stellen; dadurch machten sie sich ab Mai 1940 zu strategischen Zielen für Luftangriffe der Alliierten. Die hierdurch völlig zerstörten deutschen Industrieanlagen erlebten ab 1946 einen rasanten Wiederaufbau nach neusten technischen Standards. Die nunmehr auch hierdurch gestiegene Wettbewerbsfähigkeit und die Produktqualität des „Made in Germany“ waren die Hauptursachen des von der Industrie getragenen Exportwachstums während des Wirtschaftswunders. Allerdings geschah dies auf flachem Niveau, denn wenn man die reale Industrieproduktion des Jahres 1936 mit 100 % ansetzt, so lag sie im Nachkriegsjahr 1946 bei 34 %, 1947 bei 40 % und 1948 bei 60 %. Deutschland setzte seinen Weg als Industriestaat fort, denn 1950 erzielte die Industrie einen Umsatz von 80 Mrd. DM, gefolgt in weitem Abstand mit 27 Mrd. DM im Handwerk und 9,4 Mrd. DM in der Landwirtschaft.

### Digitale Revolution
Die digitale Revolution ist der seit 1969 bestehende Zeitabschnitt, der durch die Erfindung digitaler Technologien und die Gründung neuer Wirtschaftszweige gekennzeichnet ist. Die Entwicklung des Internets seit Oktober 1969 förderte die Digitalisierung, die Intel im November 1971 mit dem ersten kommerziellen Mikroprozessor verstärkte. Deren Mikroprozessor war auch im Mikrocomputer Micral N vom Februar 1973 eingebaut, der als Vorläufer des heutigen Personal Computer gilt. Es folgte unter anderem die Gründung von Microsoft im April 1975, die sich auf die Softwareherstellung konzentrierte. Der Apple II kam im April 1977 auf den Markt und besaß die heutigen Grundeigenschaften eines PCs. IBM, die die Entwicklung der mittleren Datentechnik unterschätzt hatte, brachte erst im August 1981 ihren ersten PC heraus. Weltweit neue Spitzentechnologien verbreiteten sich unter anderem durch den CD-Player und die Compact Disc (September 1981), neben digitalen Tonträgern erfasste die Digitalisierung auch die Bildträger (Fotografie, Film) mit Hilfe der im November 1996 herausgebrachten DVD. Die rasante IT-Industrialisierung  brachte mit dem Motorola International 3200 im September 1991 das erste digitale GSM-fähige Mobiltelefon hervor, das die digitalen Medien ergänzte. Es löste auch in Deutschland ab dem Jahr 2000 einen regelrechten Handyboom aus.